# 도시지리학
도시지리학(都市地理學, urban geography)은 도시의 역사적 발전과정, 도시의 공간적 구조, 도시를 둘러싸고 있는 지역과의 상호관계를 연구하는 학문이다.

## 도시역사지리학
도시의 발전의 기원은 농업 생산력의 증대와 관련이 있다. 최초의 도시들은 중동, 중국등지에서 건설되기 시작했다. 고대 유럽에서는 지중해 연안에 아테네와 로마와 같은 도시가 출현했다. 한편, 중세에는 유럽의 도시들이 문화적 다양성을 잃어버리고, 장원의 형태를 띠게 된다. 그럼에도 유럽 이외의 중동, 남아메리카 등지에서는 여러 도시가 번성하게 된다. 유럽에서 도시의 발전이 다시 시작된 것은 르네상스이후이다. 이후 마드리드, 더블린, 암스테르담과 같은 여러 도시가 성장하게 되며, 그 규모와 경제력에서 서로 경쟁하게 된다.
시간이 흘러 유럽 국가들이 식민지를 개척하면서, 식민도시가 출현하게 된다. 그 대표적인 예가 현재 멕시코의 수도인 멕시코시티이다. 스페인 정복자들은 아스텍 문명의 중심지인 테노치티틀란을 식민지의 행정적 중심지로 삼았고, 수백년이 지난 지금 멕시코의 수도로서 이어져 오고 있다.
한편, 산업혁명은 맨체스터와 시카고와 같은 제조업 중심의 도시를 성장하게 한다.

## 도시의 형성

#### 문화적 배경
1. 중세의 도시: 좁은 빌딩과 도시를 둘러싸는 높은 성벽이 특징으로, 각 도시마다 교회가 위치함
2. 이슬람식 도시: 각 도시마다 모스크가 위치하며, 햇빛을 반사할 수 있는 밝은색 건물과 적은 강수량을 최대한으로 활용할 수 있도록 설계된 지붕이 특징

## 도시의 공간적 구조

#### 동심원 모델(Concentric Model)
1. 중심업무지구(CBD): 금융, 상업의 중심지로 도시 한가운데에 위치
2. 점이지대: 불량 주거 지역이 나타나기도 함
3. 근로자층 주거지대
4. 중상류층 주거지대: 중심지로의 통근이 가능할 정도의 경제력이 있는 사람들의 거주 지역

#### 선형 모델(Sector Model)
가운데에 중심 업무 지구가 분포하고, 여기에서 뻗어나가는 교통축을 따라 기능이 분화됨, 라틴아메리카의 도시가 대표적

#### 다핵심 모델(Multiple-Nuclei Model)
중심지가 강력한 역할을 가지지 못하며 교통의 결절이 생기는 지점마다 상업과 문화의 중심지가 됨

## 같이 보기
- 베드타운
- 전원도시
- 젠트리피케이션
- 기반 시설
- 도시공학
- 농촌사회학
- 도시 농업
- 도시 지역
- 도시생태학
- 도시경제학
- 도시사회학